# Matteo Tassi
Matteo Tassi (Assisi o Perugia, 6 ottobre 1831 – Perugia, 1895) è stato un pittore italiano, noto soprattutto per affreschi e opere di restauro.

## Biografia
Studiò nell'Accademia di Belle Arti di Perugia per poi trasferirsi a Roma per frequentare l'insegnamento di prospettiva e decorazione del professore (anch'egli perugino) Annibale Angelini all'Accademia di San Luca.
Nel 1856, con Alessandro Mantovani, lavorò su una parte del restauro degli affreschi della Loggia di Raffaello in Vaticano. Dal 1860 al 1864, lavorò quindi in Firenze. Ha altresì lavorato a decorazioni varie a Civitavecchia, all'Aquila, al Teatro Comunale di Todi (al fianco di Alfonso Morganti), e al Teatro Imperiale di Pesaro.
Gran parte dell'opera del Tassi si è svolta nella sua città natale, Perugia (anche se sussistono dubbi circa la città natia potendosi ipotizzare che il Tassi venisse dalla vicina Assisi). Nello specifico, dipinse in casa Tambaldi, alla Cassa di Risparmio dei Gallenga, nella stazione ferroviaria e nella Chiesa di San Costanzo (completando quest'ultima in stile bizantino). Ivi dipinse la volta del Caffè Melinelli in corso Pietro Vannucci ora sede della Banca di Mantignana. Tra il 1883 e il 1885 lavorò al restauro dei pochi affreschi rimasti nella Grande Sala del Palazzo del Capitano del Popolo di Perugia. Ha anche affrescato il soffitto del Teatro della Sapienza di Perugia ed è autore di una rappresentazione allegorica di Sogno nel Teatro "Francesco Morlacchi" di Perugia.
Opere del Tassi sono presenti a Firenze e nel nord-ovest italiano, a Genova, a Torino e a Milano.